# Monplaisir (Bayreuth)

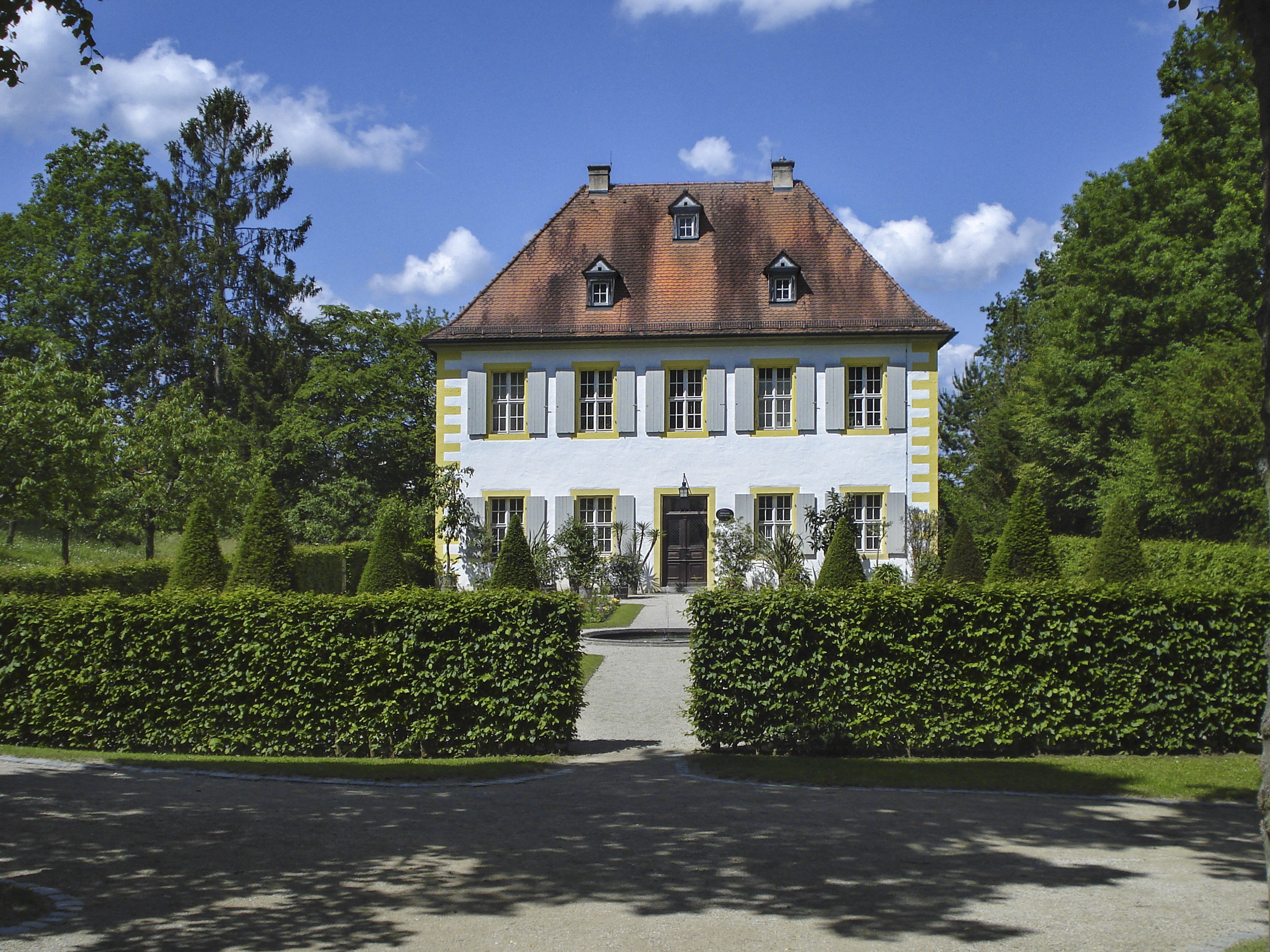
Schlösschen Monplaisir

Monplaisir ist ein denkmalgeschütztes Gebäude in Bayreuth. Es ist Haus Nr. 8 der Monplaisirstraße. Monplaisir liegt in der Gemarkung Colmdorf.

## Geschichte
1720 entstand das private Wohnhaus des Ingenieurs Johann Heinrich Endrich. Wilhelmine von Preußen, auf die dessen Name Monplaisir zurückgeht, erhielt es 1732 bei ihrem Einzug in Bayreuth als Ehefrau des Erbprinzen Friedrich von ihrem Schwiegervater Georg Friedrich Karl zum Geschenk.
Gegen Ende des 18. Jahrhunderts bestand Montplaisir aus einem herrschaftlichen Haus mit Nebengebäuden. Die Hochgerichtsbarkeit stand dem bayreuthischen Stadtvogteiamt Bayreuth zu.
Von 1797 bis 1808 unterstand der Ort dem Justiz- und Kammeramt Bayreuth. Mit dem Gemeindeedikt wurde Montplaisir dem 1812 gebildeten Steuerdistrikt Sankt Johannis und der zugleich gebildeten Ruralgemeinde Colmdorf zugewiesen. Nach 1867 erfolgte die Umgliederung in die Gemeinde St. Johannis. Am 1. April 1939 wurde Montplaisir nach Bayreuth eingegliedert.

### Einwohnerentwicklung
| Jahr      | 001822 | 001861 | 001871 | 001885 |
| Einwohner | 7      | 6      | 3      | 2      |
| Häuser    | 1      |        |        | 1      |
| Quelle    | [ 5 ]  | [ 7 ]  | [ 8 ]  | [ 9 ]  |

### Religion
Montplaisir ist evangelisch-lutherisch geprägt und nach St. Johannis gepfarrt.